# Операція «Першоцвіт»
Операція «Первоцвіт» — масова всеукраїнська екологічна акція державних природоохоронних та правоохоронних органів та екологічних громадських організацій, яка поводиться щорічно в Україні в лютому-квітні з метою припинення незаконного збирання, транспортування та продажу рідкісних ранньоквітучих рослин.

## Правові аспекти
Незаконний збір і реалізація рідкісних, занесених до  Червоної книги України ранньоквітучих рослин, заборонені Законом України «Про Червону книгу України», та статтями 88-1 та 90 Кодексу України про адміністративні правопорушення. Затверджені в 2012 р. зміни до Закону України «Про Червону книгу України» дозволили заборонити реалізовувати не тільки першоцвіти, зібрані в природі, а й вирощені в штучних умовах.

## Екологічні аспекти

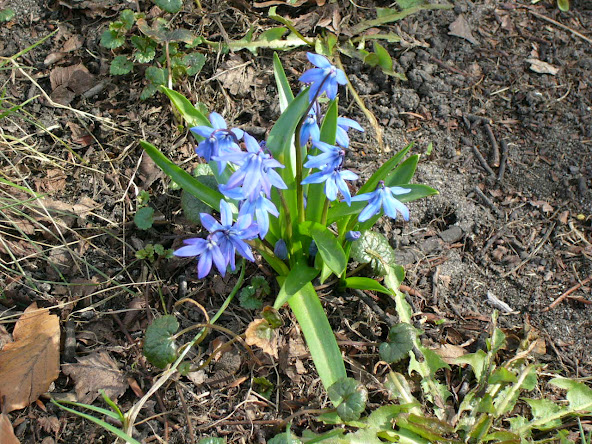
Проліски

Масовий збір ранньоквітучих рослин — всіх видів пролісків,  шафранів, сон-трави, білоцвіту, цикламена Кузнєцова, а також черемші став головною причиною швидкого скорочення їх ареалу та занесення до Червоної книги України.

## Організаційні аспекти
Щорічно за сезон (лютий-квітень) в Україні незаконно збирається і реалізується близько 20 млн первоцвітів, занесених до Червоної книги України. Найбільший пік продажу первоцвітів припадає на 14 лютого (День Святого Валентина та на 7-8 березня (Міжнародний жіночий день). При цьому продаж  черемші за весь період становить близько 50%, підсніжника — 24%, сон-трави — 21%, білоцвіту — 1%, шафрану — 2%, інших первоцвітів — 2%. У лютому в містах України в основному продають проліски, зібрані у Криму, дещо пізніше з'являються первоцвіти, зібрані в  Карпатах.

Боротьбою з незаконною торгівлею первоцвітами активно займається міліція, державна екологічна інспекція, а також ряд громадських екологічних організацій — дружини охорони природи, «Печеніги», «Зелений фронт» (обидві організації з  Харкова), Київський еколого-культурний центр, Національний екологічний центр України та ін. Методи роботи — прес-конференції, рейди в місцях продажу, перевірка поїздів із Криму та Карпат. Активна боротьба з незаконним продажем первоцвітів ведеться в Харкові, Донецьку, Дніпропетровську,  Сімферополі, Києві. У Києві з 2007 р. по 2013 р. незаконний продаж первоцвітів за сезон знизився з 5 млн квітів до 100 тис. квітів. Також намагаються інформувати про першоцвіти в інтренеті

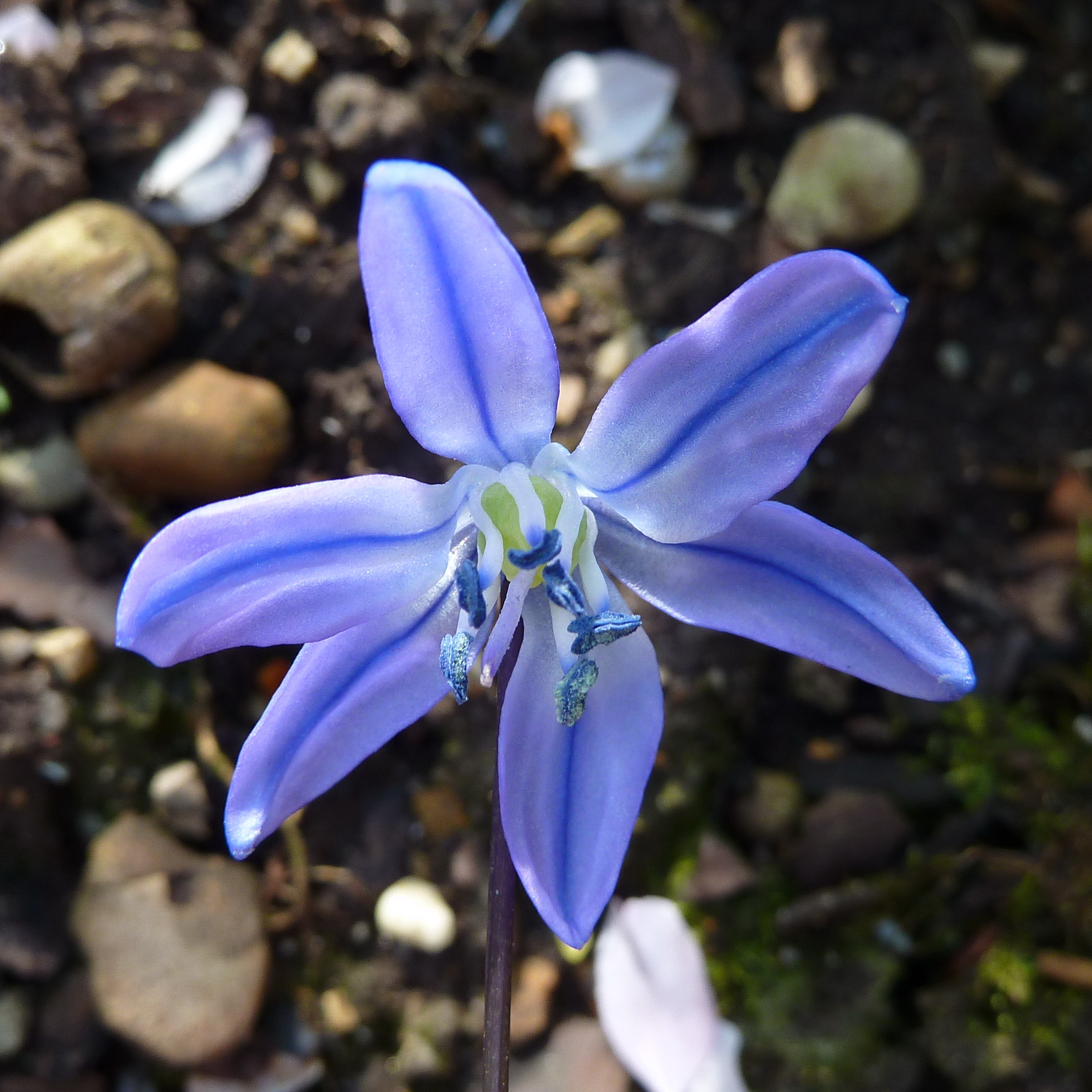
Пролісок

## Ресурси Інтернету
- В Україні розпочато операцію «Первоцвіт-2013»
- В Києві стартує операція «Первоцвіт»
- Акція ДОП «Зелене майбутнє» «Першоцвіт»
- ЕкоКіт